# Mieczysław Kalenik
Mieczysław Kalenik (ur. 1 stycznia 1933 w Międzyrzecu Podlaskim, zm. 16 czerwca 2017 tamże) – polski aktor filmowy i teatralny.

## Życiorys
Urodził się jako syn Jana i Aleksandry z domu Chmielewskiej. Ukończył Szkołę Podstawową nr 2, a następnie Gimnazjum Ekonomiczno-Handlowe w Międzyrzecu Podlaskim. Maturę zdał w 1952. Przyszłość swoją wiązał z zawodem marynarza. Bardzo interesował się recytacją wierszy. W 1952 brał udział w Ogólnopolskim Konkursie Recytatorskim, który odbył się w Lublinie. Tam zauważyła go profesor PWST w Warszawie Zofia Małynicz.
W latach 1953–1957 studiował w PWST. Jeszcze przed uzyskaniem dyplomu został zaangażowany do zespołu Teatru Komedia w Warszawie. Debiutował w musicalu Pocałuj mnie, Kasiu w reż. Jerzego Rakowieckiego. W czasie studiów grał też role epizodyczne w wielu filmach: Godziny nadziei, Syrenie warszawskiej, Zimowym zmierzchu, Skarbie kapitana Martensa.
W latach 1958–1959, gdy grał w Teatrze Powszechnym w Warszawie, został zaangażowany przez Aleksandra Forda do filmu Krzyżacy w roli Zbyszka z Bogdańca. Był aktorem w Teatrze Narodowym, Teatrze Nowym i Polskim w Warszawie. Od 1954 występował w Teatrze Telewizji. Brał udział w znanych serialach: Czterdziestolatek, Polskie drogi, Czarne chmury, Lalka. W 2001 otrzymał tytuł Honorowego Obywatela Miasta Międzyrzeca Podlaskiego.
W 2008 został odznaczony Srebrnym Medalem „Zasłużony Kulturze Gloria Artis”. Został pochowany na cmentarzu parafialnym w Międzyrzecu Podlaskim.

### Życie prywatne
Był mężem pisarki i publicystki Wiesławy Czapińskiej. Ich córka Magdalena jest operatorem kamery.

## Filmografia (wybór)
- Skarb kapitana Martensa (1957) – bosman
- Krzyżacy (1960) – Zbyszko z Bogdańca
- Smarkula (1963) – Jurek Wronicz, oficer marynarki
- Pierwszy dzień wolności (1964) – Otto
- Paryż – Warszawa bez wizy (1967) – kapitan Stefan Janotta
- Stawka większa niż życie (serial telewizyjny; 1968) – Hans Diederlich, nauczyciel gimnastyki (odc. 2 Hotel Excelsior)
- Hrabina Cosel (1968) – La Haye, porucznik gwardii królewskiej
- Hrabina Cosel (1968) – La Haye, porucznik gwardii królewskiej (odc. 1 i 3)
- Gniewko, syn rybaka (serial telewizyjny; 1969) – Gerhard von Locke (odc. 2 Znak Orła)
- Prawdzie w oczy (1970) – członek brygady Klisia
- Tecumseh (1972) – generał Brook (film produkcji NRD)
- Czarne chmury (serial telewizyjny; 1973) – Kos, mieszczanin z Lecka (odc. 1 Szafot)
- Czterdziestolatek (1975) – przewodniczący zebrania (odc. 12)
- Jarosław Dąbrowski (1975) – kowal
- Kazimierz Wielki (1975) – Grzegorz Topór
- Lalka (serial telewizyjny; 1977) – Domański, przyjaciel ojca Rzeckiego (odc. 2 Pamiętnik starego subiekta)
- W te dni przedwiosenne (1977) – Kielnow
- Noce i dnie (serial telewizyjny; 1977) – Stefan Olczak, ekonom w Serbinowie
- Polskie drogi (serial telewizyjny; 1977) – chłop Józef Kaleta, współpracownik oddziału GL (odc. 10 Himmlerland)
- Pan Tadeusz (1999) – Stolnik Horeszko
- Męskie-żeńskie (2004) – aktor